# Marcin Niemiec
Marcin Niemiec (ur. 24 listopada 1977 w Sanoku) – polski hokeista.

## Kariera
- STS Sanok / SKH Sanok (1993-2001)
- KTH Krynica (2001-2003)
- KH Sanok (2003-2006)

Był uczniem Zasadniczej Szkoły Budowlanej w Sanoku. Wychowanek sekcji hokejowej Stali Sanok od połowy lat 80. Jego trenerami byli Tadeusz Glimas (w zespole żaków), Maciej Czapor i Tadeusz Garb (w drużynie juniorów młodszych). Zadebiutował w seniorskiej drużynie STS Sanoka w sezonie ekstraligi edycji 1993/1994. Po sezonie 2000/2001 odszedł z SKH Sanok. W sezonie 2001/2002 grał w KTH Krynica. W 2003 był krótkotrwale zawodnikiem Orlika Opole (wraz z nim inni sanoczanie Maciej Mermer, Maciej Radwański). Później grał ponownie w KH Sanok. Profesjonalną karierę zakończył w 2006.
Po zakończeniu czynnej kariery zawodniczej podjął występy w amatorskiej drużynie polonijnej w Stanach Zjednoczonych wspólnie z innymi byłymi polskimi hokeistami.

## Sukcesy
Klubowe
- Awans do ekstraligi: 2003 z Orlikiem Opole, 2004 z KH Sanok